# Borșavallei
De Borșavallei is een historische Hongaarse etnografische regio in het huidige district Cluj in de landstreek Transsylvanië in Roemenië.
Het gebied ligt ten westen van de rivier de Kleine Somes (Someșul Mic) (uitzondering vormen de dorpen Bonțida en Iclozel en de stad Gherla, ten oosten van de rivier).
De streek bestaat uit de volgende gemeenten:
- Aluniș (Kecsed)
- Așchileu Mare (Nagyesküllő)
- Bobâlna (Alparét)
- Bonțida (Bonchida)
- Borșa (Kolozsborsa)
- Cornești (Magyarszarvaskend)
- Dăbâca (Doboka)
- Gherla (Szamosújvár)
- Panticeu (Páncélcseh)
- Iclod (Nagyiklód)
- Vultureni (Borsaújfalu)

## Kenschets
De streek is net als bijvoorbeeld Kalotaszeg vooral een bakermat van de Hongaars Gereformeerde Kerk. Hoewel in veel dorpen de Hongaarse bevolking langzamerhand is uitgestorven heeft de gemeenschap veel historische kerken en kerkjes in het gebied achtergelaten. De kern wordt gevormd door de marktstadjes Borșa (Kolozsborsa) en Panticeu (Páncélcseh). De Hongaren wonen in dorpjes als Kide, Válaszút, Bádok en Csomafája.

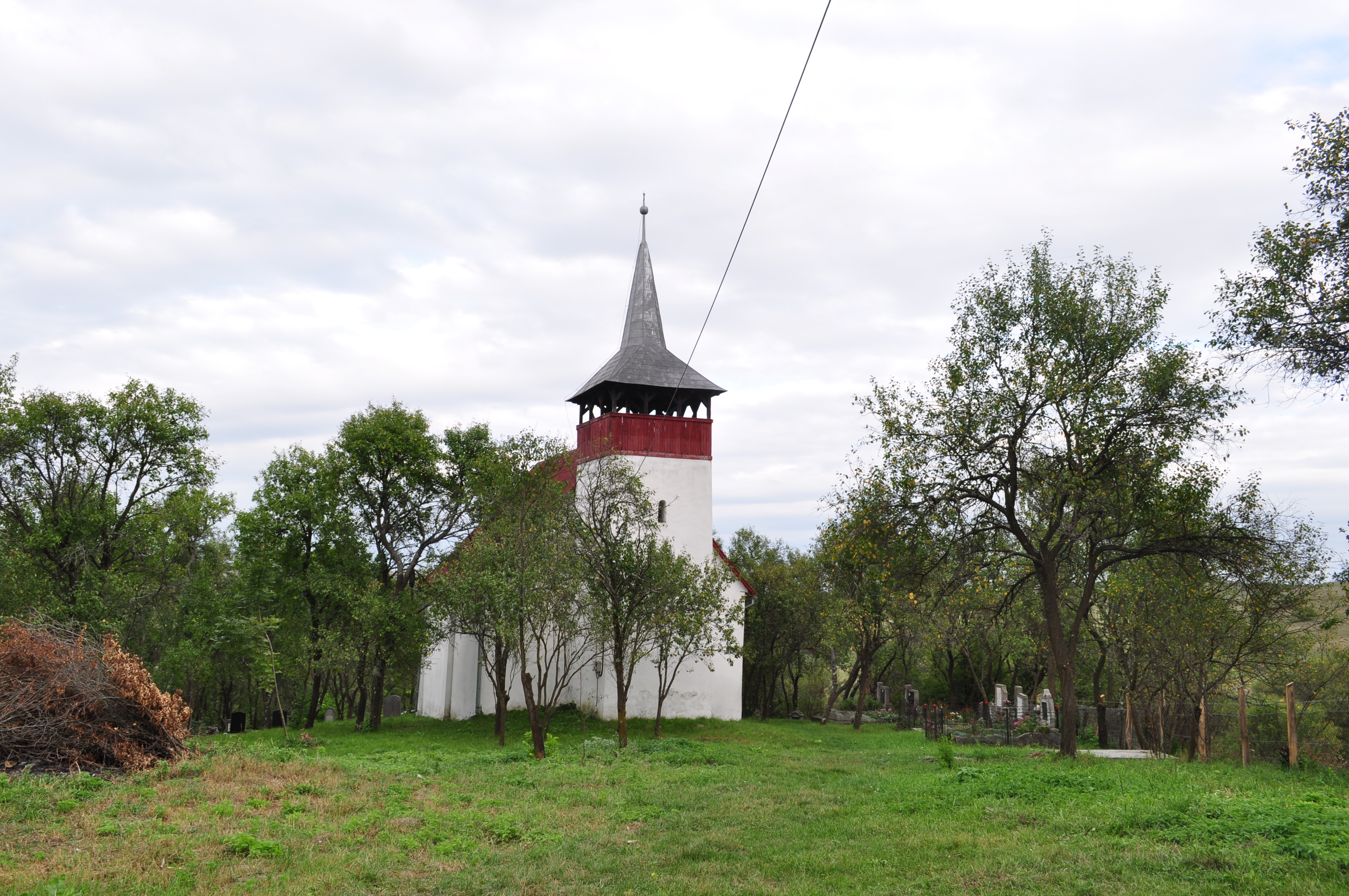
Hongaars gereformeerde kerk van Ciumafaia (Csomafája)
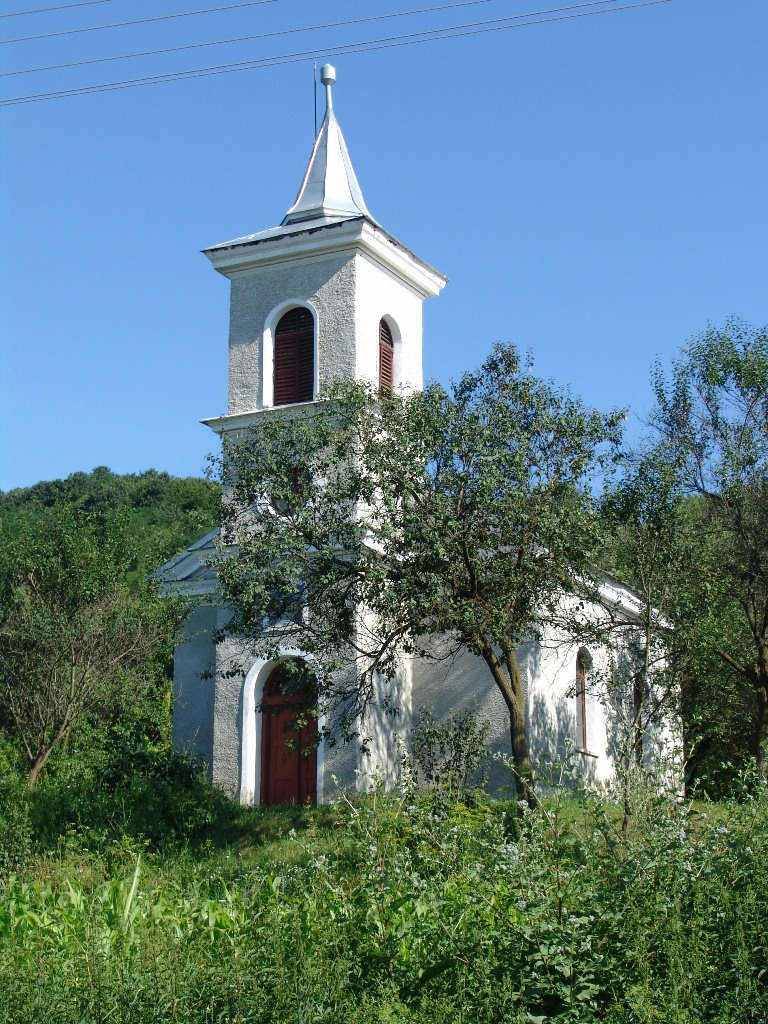
Hongaars gereformeerde kerk van Aschileu Mic (Kisesküllő)
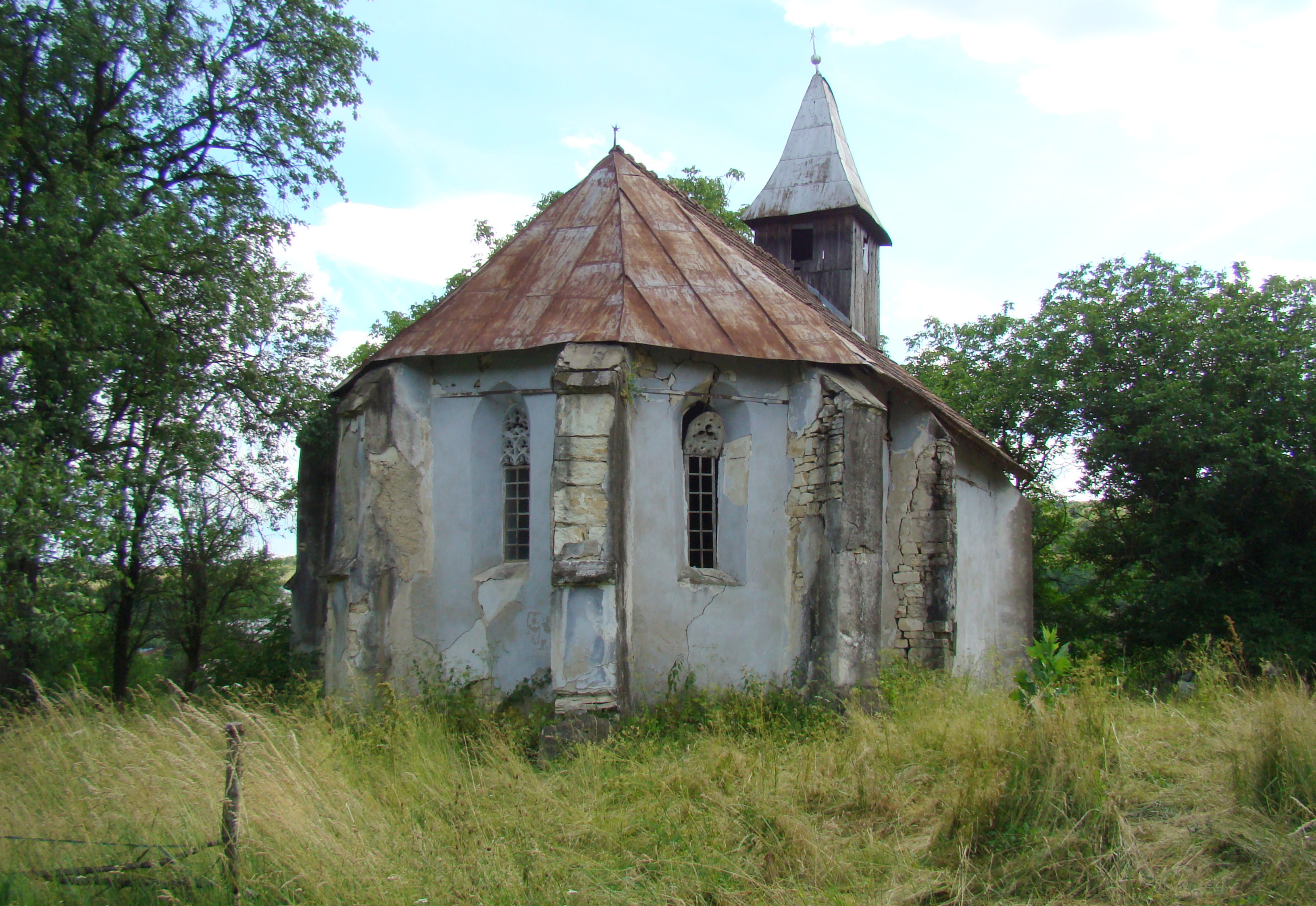
Vervallen Hongaars Gereformeerde kerk van Alunis (Kecsed)
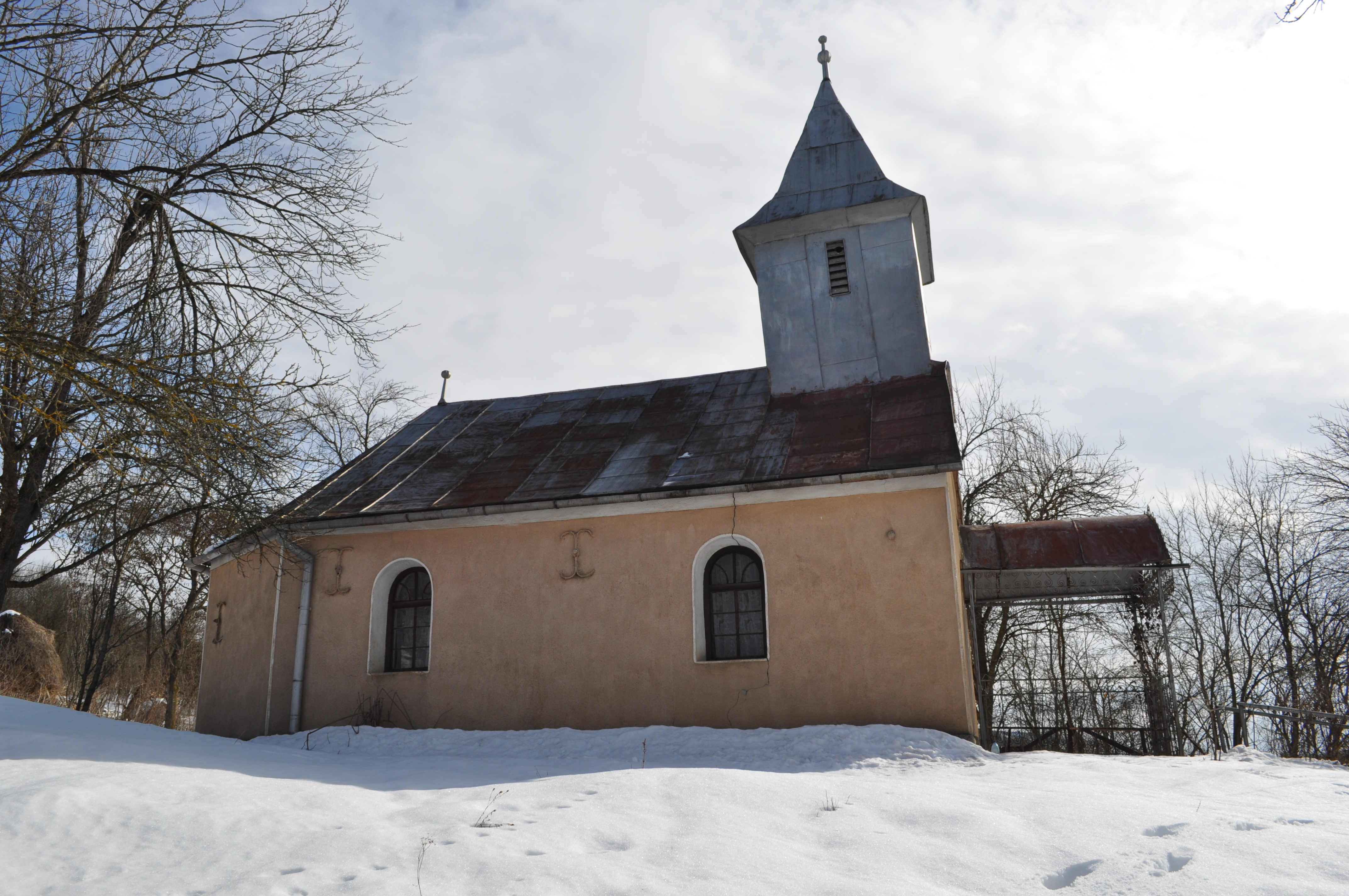
Hongaars Gereformeerde kerk van Ghirolt (Girolt)
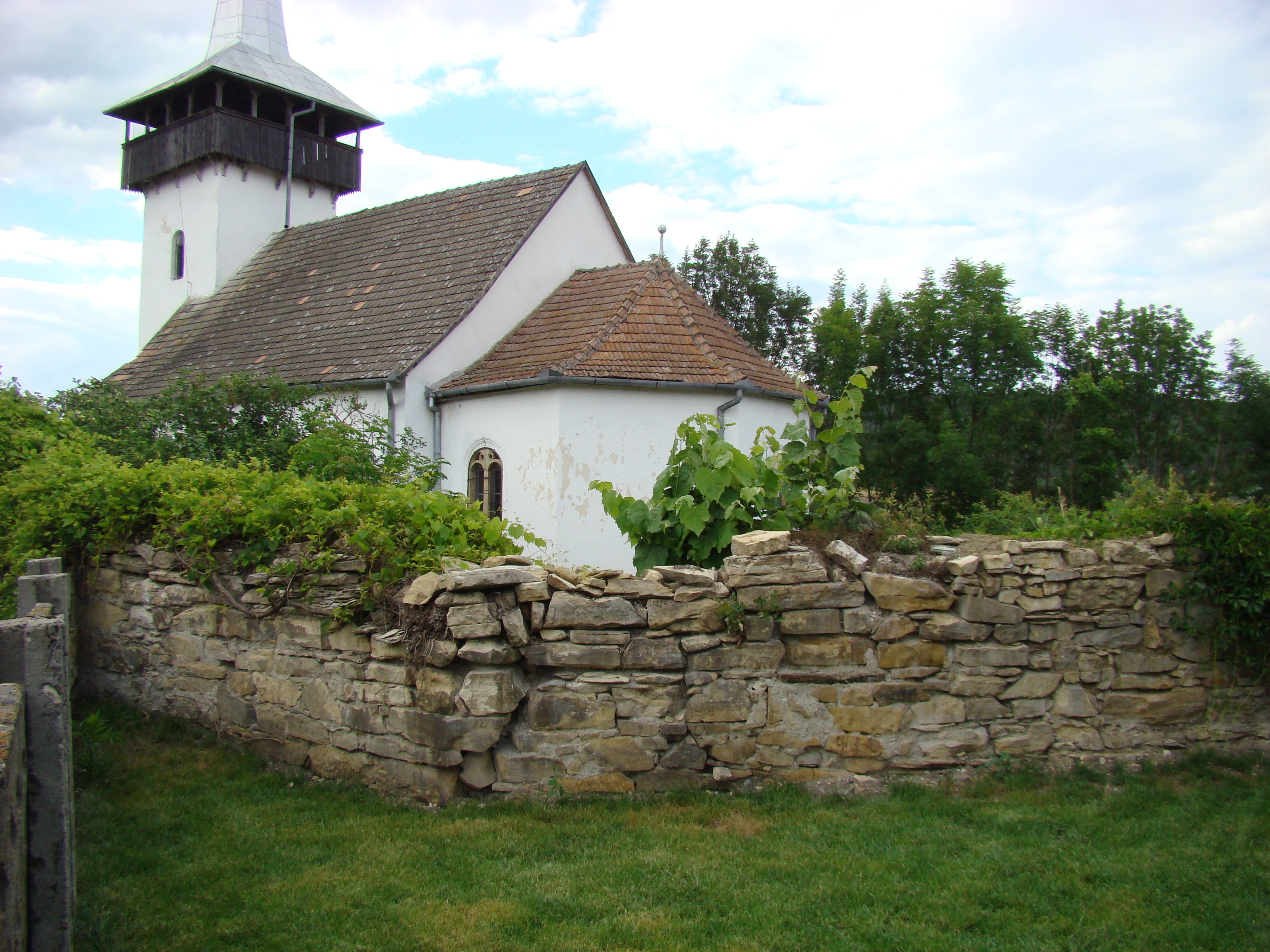
Hongaars gereformeerde kerk van Luna de Jos (Kendilóna)

## Bevolkingssamenstelling
De streek bestaat uit 11 gemeenten die in 2011 tezamen ongeveer 42.000 inwoners kenden. De Hongaren vormden in 2011 een minderheid van circa 12% van de bevolking, in totaal 5.202 personen sterk, de Roemenen vormen de meerderheid met circa 33.000 personen (77,7%).
Tijdens de volkstelling van 1910 woonden er in totaal 47.000 personen (5000 meer dan in 2011). De Hongaren vormden toen een groep van 12.000 personen, een minderheid van circa een kwart van de bevolking (25,14%), de Roemenen waren toen 34.000 personen sterk, een aandeel van 72%.